# Индоарийские языки

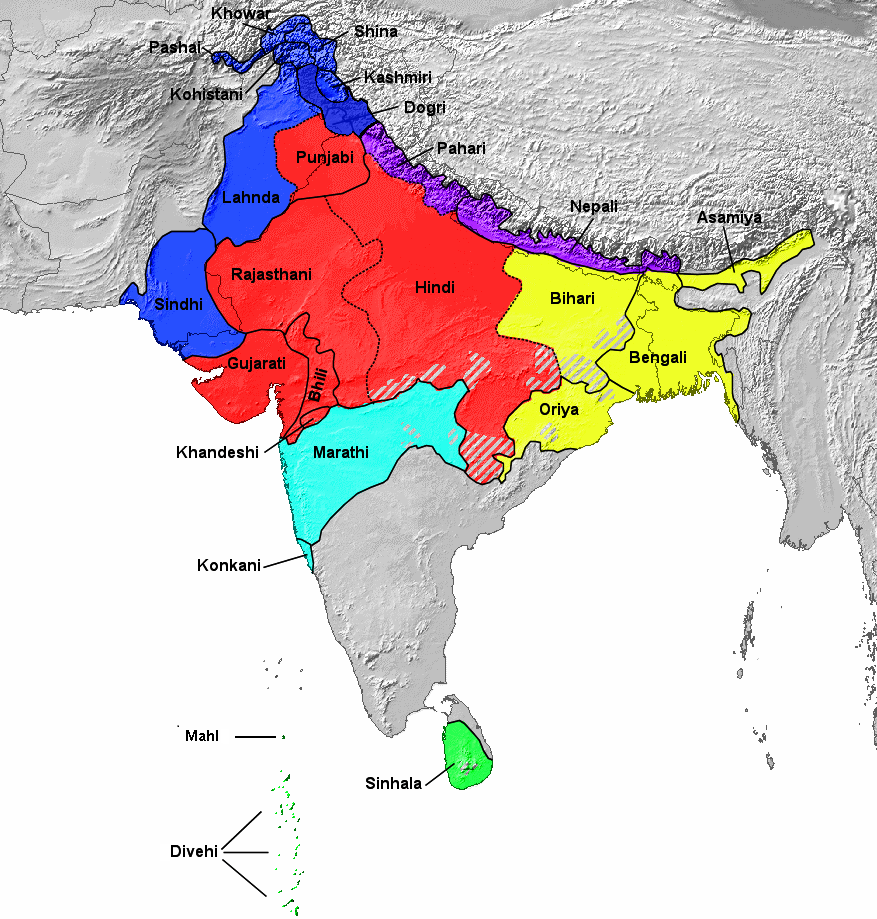
Распространение современных индоарийских и дардских языков
Центральная и восточно-центральная зоны
Северная зона
Северо-западная зона
Восточная зона
Южная зона
Островные

Индоари́йские языки (индийские) — группа родственных языков, входящих (вместе с иранскими языками и близкородственными дардскими языками) в индоиранские языки, одну из ветвей индоевропейских языков. Распространены в Южной Азии: северная и центральная Индия, восточные провинции Пакистана, Бангладеш, Шри-Ланка, Мальдивская Республика, Непал; за пределами этого региона — цыганские языки, домари и парья (Таджикистан). Общее число говорящих — около 1 миллиарда чел. (оценка, 2007).

## Классификация
До сих пор не существует общепринятой классификации новоиндийских языков. Первые попытки были предприняты в 1880-х гг. немецким лингвистом А. Ф. Р. Хёрнле. Наиболее известными были классификация англо-ирландского лингвиста Дж. А. Грирсона и индийского лингвиста С. К. Чаттерджи (1926).
В основе первой классификации Грирсона (1920-е годы), впоследствии отвергнутой большинством учёных, лежит различение «внешних» (периферийных) языков и «внутренних» (которые должны были соответствать ранней и поздней волнам миграции ариев в Индию, шедших с северо-запада). «Внешние» языки делились на северо-западные (лахнда, синдхи), южные (маратхи) и восточные (ория, бихари, бенгальский, ассамский) подгруппы. «Внутренние» языки членились на 2 подгруппы: центральную (западный хинди, панджаби, гуджарати, бхили, кхандеши, раджастхани) и пахари (непальский, центральный пахари, западный пахари). В состав промежуточной подгруппы (Mediate) входит восточный хинди. В издании 1931 года был представлен значительно переработанный вариант этой классификации, в основном за счёт переноса всех языков, кроме западного хинди, из центральной в промежуточную группу. При этом в Ethnologue 2005 по-прежнему принята самая старая классификация Грирсона 1920-х гг.
Позднее свои варианты классификации были предложены Тёрнером (1960), Катре (1965), Нигамом (1972), Кардоной (1974).
Наиболее обоснованным можно считать разделение индоарийских языков прежде всего на островную (сингальский и мальдивский языки) и материковую подветви. Классификации последней разнятся между собой в основном в вопросе о том, что следует включать в центральную группу. Ниже языки в группах перечислены при минимальном составе центральной группы.
Островная (сингальская) подветвь
- сингальский язык
- мальдивский язык

Материковая подветвь
Центральная группа
минимальный состав
- западный хинди
- урду

В разных классификациях может также включать восточный панджаби, восточный хинди, фиджийский хинди, бихари, всю западную и северную группы.
Восточная группа
- Ассамо-бенгальская подгруппа
  - ассамский язык
  - бенгальский язык
  - раджбанси
  - бишнуприя (бишнуприя-манипури)
- Ория
- Бихарский язык (бихари): майтхили, магахи, бходжпури, садри, ангика
- Тхару
- Халби (халеби)
- Восточный хинди — промежуточный между восточной и центральной группами

Северо-западная группа
- «Панджабская зона»
  - восточный панджаби (пенджаби) — близок хинди
  - лахнда (западный панджаби, ленди): сараики, хиндко, кхетрани
  - гуджури (годжри)
  - догри
  - западный пахари
  - думаки

- Синдхи

Западная группа
- гуджарати
- бхили
- кхандеши
- ахирани
- паври
- саураштра
- раджастхани — близок хинди
- ламбади

Юго-западная группа
- маратхи
- конкани

Северная группа (пахари)
Западный пахари относится к северо-западной группе
- центральный пахари: кумауни и гархвали
- непальский язык (восточный пахари)

Цыганская группа
- европейско-цыганский
- ломаврен (язык цыган Армении боша)
- домари
- парья — в Гиссарской долине Таджикистана

В то же время языки раджастхани, западный и восточный хинди и бихари включаются в так называемый «Пояс хинди».

## Периодизация

### Древнеиндийские языки
Древнейший период развития индоарийских языков представлен ведийским языком (языком культа, функционировавшим условно предположительно с 12 в. до н. э.) и санскритом в нескольких его литературных разновидностях (эпическим (3—2 вв. до н. э.), эпиграфическим (первые века н. э.), классическим санскритом (расцвет в 4—5 вв. н. э.)).
Отдельные индоарийские слова, принадлежащие диалекту, отличному от ведийского (имена богов, царей, коневодческие термины), засвидетельствованы начиная с XV века до н. э. в т. н. митаннийском арийском несколькими десятками глосс в хурритских документах из Северного Двуречья (царство Митанни). Ряд исследователей относят к вымершим индоарийским языкам также касситский (с точки зрения Л. С. Клейна, он мог быть тождественен митаннийскому арийскому). Кроме того, существует ряд гипотез, согласно которым к индоарийским языкам относились говоры некоторых народов северного Причерноморья эпохи античности, в частности, диалекты тавров и меотов.

### Среднеиндийские языки
Среднеиндийский период представлен многочисленными языками и диалектами, бывшими в употреблении в устной, а затем и в письменной форме с сер. 1-го тыс. до н. э. Из них наиболее архаичен пали (язык буддийского Канона), за которым следуют пракриты (более архаичны пракриты надписей) и апабхранша (диалекты, сложившиеся к сер. 1-го тыс. н. э. в результате развития пракритов и являющиеся переходным звеном к новоиндийским языкам).

### Новоиндийский период
Новоиндийский период начинается после X в. Представлен приблизительно тремя десятками крупных языков и большим количеством диалектов, иногда весьма отличающихся друг от друга.

## Ареальные связи
На западе и северо-западе граничат с иранскими (белуджский язык, пушту) и дардскими языками, на севере и северо-востоке — с тибето-бирманскими языками, на востоке — с рядом тибето-бирманских и мон-кхмерских языков, на юге — с дравидийскими языками (телугу, каннада). В Индии в массив индоарийских языков вкраплены языковые островки других лингвистических групп (языков мунда, мон-кхмерских, дравидийские и др.).